# Еремеев, Александр Сергеевич
Александр Сергеевич Ереме́ев (1897, Козельск, Калужская губерния — 1979, Ленинград) — заместитель главного конструктора завода «Электросила». Герой Социалистического Труда.

## Биография
Родился 1 августа (по другим данным — 12 ноября) 1897 года в Козельске.
Участник Гражданской войны.
Окончил Ленинградский электротехнический институт им. В. И. Ульянова (Ленина) (1925, специальность инженер-электрик).
В 1921—1957 годах работал на заводе «Электросила»: электромонтёр, инженер по расчёту машин, заместитель начальника бюро гидрогенераторов, заместитель начальника бюро машин переменного тока, начальник бюро гидрогенераторов, заместитель главного конструктора.
С 1957 года заместитель директора Ленинградского филиала ВНИИЭМ по научной работе.
Умер в 1979 году в Ленинграде.

## Награды и премии
- Сталинская премия первой степени (1946) — за разработку конструкции и технологии производства мощных гидротурбин и генераторов, установленных на Шекснинской и Угличской ГЭС Верхе-Волжского гидроузла.[1]
- Сталинская премия второй степени (1950) — за создание гидрогенератора для Днепрогэс имени В. И. Ленина.
- Герой Социалистического Труда (21.6.1957)
- орден Ленина (21.6.1957)
- орден Трудового Красного Знамени (15.4.1948)
- орден Красной Звезды (26.4.1945)
- орден «Знак Почёта» (28.10.1967)
- медали